# Fontins naturreservat
Fontins naturreservat ligger i Kungälvs kommun i Bohuslän, i direkt anslutning till tätorten Kungälv (inom den historiska Kungälvs stads område). Det bildades 1993 och har en areal på omkring 192 hektar. Området är i stora delar skogtäckt, med flera olika skogstyper representerade, såsom barrskog, blandskog, alkärr och bokskog. Reservatet innehåller även betesmark och sjön Svarte mosse. Genom området passerar vandringsleden Bohusleden.
Reservatet är ett av de två av sammanlagt nitton naturreservat i Kungälvs kommun som inte förvaltas av länsstyrelsen utan av kommunen. Det andra är Rosenlunds naturreservat.